# Auxis rochei eudorax
Auxis rochei eudorax is een ondersoort van de straalvinnige vissen uit de familie van de makrelen (Scombridae). De wetenschappelijke naam van de soort is voor het eerst geldig gepubliceerd in 1996 door Collette & Aadland.